# Giorno per giorno (Annalisa)
Giorno per giorno è un singolo della cantante italiana Annalisa, pubblicato il 27 maggio 2011 come secondo estratto dal primo album in studio Nali.

## Descrizione
Prodotta da Dado Parisini, la canzone è stata scritta da Roberto Casalino e composto da quest'ultimo assieme a Niccolò Verrienti e descrive sia la crescita personale fatta quotidianamente dalle persone, attraverso scelte sia professionali che personali, senza imposizioni e forzature, fatte appunto in modo graduale ossia giorno per giorno sia l'idea di partenza, visibile in modo esplicito nel relativo video musicale, maturata e costruita attorno al testo con al centro il personaggio di Annalisa, che ha dichiarato «la canzone è stata scritta ispirandosi a me». Rappresenta infatti il percorso quotidiano e la sua crescita fatto durante la sua partecipazione ad Amici, quello che si è visto di lei attraverso lo schermo.

La canzone gira intorno alla cantante ed al suo mondo come lei stessa spiega:

## Video musicale
Il videoclip, per la regia di Alberto Puliafito e prodotto da Fulvio Nebbia per IK Produzioni snc è stato pubblicato il 17 giugno 2011 in anteprima sul sito web del Corriere della Sera e successivamente inserito nel canale YouTube ufficiale della Warner Music Italy. 
Nel video si vede il continuo cambio di abiti della cantante prima di una sua esibizione live, in attesa di trovare quello che meglio rappresenta il suo carattere. Sarà un semplice inserviente a realizzare il suo sogno portandole l'abito che dall'inizio del videoclip disegna a matita e desidera. In precedenza si alternano vari stilisti che tentano invano di aiutarla proponendole stili diversi tra loro e bizzarri: si passa da abiti punk rock, ad abiti più infantili.

## Tracce
1. Giorno per giorno – 3:24 (testo: Roberto Casalino – musica: Roberto Casalino, Niccolò Verrienti)

## Formazione
- Annalisa – voce
- Pio Stefanini – tastiera, programmazione
- Francesco Sighieri – chitarra
- Stefano Luchi – batteria